# Gérard Vial
 (avril 2012).
Gérard Vial est un historien, agrégé de l'Université. Il est connu pour ses romans policiers sur trame historique rigoureuse, publiés pour la plupart sous le pseudonyme d'Edgar Avril. Il est également connu comme contrebassiste de jazz de niveau professionnel. 

## Biographie
Il effectue sa carrière comme enseignant en Classe Préparatoire, et comme chargé de cours dans divers établissements d'enseignement supérieur (université de Haute-Alsace, IEP de Strasbourg), en tant que spécialiste de la Seconde Guerre mondiale. Il a également exercé en parallèle comme professeur de musique, dans diverses structures. Depuis quelques années, il s'est installé en Provence, où il se livre à sa grande passion, être contrebassiste de jazz.
Les aventures de Roger Lescene, détective privé, personnage récurrent de l’œuvre d'"Edgar Avril" ont été adaptées au théâtre.
Fin 2017, il a publié, chez Breal, La Seconde Guerre mondiale, un conflit à redécouvrir ?. Il y propose un regard personnel sur certains épisodes qui offrent encore lieu à débat, ou qui méritent d'être redécouverts car réduits auprès du grand public à quelques clichés lapidaires.
En 2018, son dernier roman, Les Yeux de l'Aigle, publié cette fois ci sans pseudonyme, évoque la temporaire disparition de Napoléon Ier dans les Alpilles en 1814.
En 2019, il a fait paraître chez Bréal Les Relations internationales depuis 1945.
Il est chevalier des Arts et des Lettres, médaillé Arts-Sciences-Lettres, officier des Palmes académiques

## Œuvre

### Études historiques
- Histoire des pompiers de Voiron
- La France dans la Seconde Guerre mondiale, éditions Ellipses
- La Seconde guerre mondiale, un conflit à redécouvrir ?, éditions Breal
- Les Relations internationales depuis 1945, éditions Breal/Studyrama
- Divers ouvrages de préparation aux concours d'enseignement supérieur et aux concours administratifs aux éditions Foucher

### Romans

#### SérieLes Aventures de Roger Lescene
- Les Vieillards du Rebberg, éditions Publibook, 2003
- Le Chevalier du Hexenturm, 2004
- Les Jumeaux du Lerchenberg, 2006
- Les Masques du Sundgau, 2009
- Les Wackes des Alpilles, 2012
- Les Yeux de l'Aigle, 2019

## Distinctions
- Chevalier de l'ordre des Arts et des Lettres